# Iliade
Pour l’article ayant un titre homophone, voir Iliad.
L’Iliade (en grec ancien Ἰλιάς / Iliás, en grec moderne Ιλιάδα / Iliáda) est une épopée de la Grèce antique attribuée à l'aède Homère. Ce nom provient de la périphrase « le poème d'Ilion » (ἡ Ἰλιάδος ποίησις / hē Iliádos poíēsis), Ilion (Ἴλιον / Ílion) étant l'autre nom de la ville de Troie.
L’Iliade est composée de 15 693, hexamètres dactyliques et, depuis l'époque hellénistique, divisée en vingt-quatre chants. Le texte a probablement été composé entre -850 et -750, soit quatre siècles après la période à laquelle les historiens font correspondre la guerre mythique qu’il relate. Il n'a été fixé par écrit que sous Pisistrate, au VIe siècle av. J.-C. Dans l'Antiquité, l’Iliade faisait partie d'un cycle épique, le cycle troyen, mais seules l’Iliade et l’Odyssée en ont été conservées.
L'épopée se déroule pendant la guerre de Troie dans laquelle s'affrontent les Achéens venus de toute la Grèce et les Troyens et leurs alliés, chaque camp étant soutenu par diverses divinités comme Athéna, Poséidon ou Apollon. L’Iliade détaille les événements survenus pendant quelques semaines de la dixième et dernière année de la guerre. Après un siège de dix ans, le sort des armes hésite encore. Achille est le meilleur guerrier de l'armée achéenne. Mais une querelle avec le roi Agamemnon, chef des Achéens, met Achille en colère et il décide de se retirer du combat, ce qui menace de retourner le sort de la guerre en faveur des Troyens, galvanisés par Hector, le meilleur guerrier de Troie. Le récit culmine avec le retour d'Achille au combat et son duel contre Hector, puis les outrages infligés par Achille au corps de son ennemi vaincu. L’Iliade se termine avec les funérailles d'Hector. Le dénouement laisse entendre une victoire prochaine des Achéens.
L’Iliade forme, avec l’Odyssée, l'une des deux grandes épopées fondatrices de la littérature grecque antique. Dès l'Antiquité, elle fait l'objet de nombreux commentaires et interprétations et engendre une postérité abondante, dont la principale épopée mythologique romaine, l’Énéide de Virgile, au Ier siècle av. J.-C. Connue au Moyen Âge par des réécritures latines, l’Iliade est redécouverte dans son texte grec à la Renaissance. À partir de la fin du XVIIIe siècle, la compréhension du texte et de ses origines est renouvelée peu à peu par la question homérique qui remet en cause l'existence d'Homère. L'épopée continue d'inspirer les artistes et de susciter l'intérêt des hellénistes et des historiens jusqu'à nos jours.

## Invocation
| Μῆνιν ἄειδε, θεὰ, Πηληιάδεω Ἀχιλῆος        | Chante, ô déesse, le courroux du Péléide Achille,         | Déesse chante-nous la colère d'Achille, de ce fils de Pélée,     |
| οὐλομένην, ἣ μυρί’ Ἀχαιοῖς ἄλγε’ ἔθηκε,    | Courroux fatal qui causa mille maux aux Achéens           | colère détestable qui valut aux Argiens d'innombrables malheurs, |
| πολλὰς δ’ ἰφθίμους ψυχὰς Ἄϊδι προΐαψεν     | Et fit descendre chez Hadès tant d'âmes valeureuses       | et jeta dans l'Hadès tant d'âmes de héros,                       |
| ἡρώων, αὐτοὺς δὲ ἑλώρια τεῦχε κύνεσσιν     | De héros, dont les corps servirent de pâture aux chiens   | livrant leurs corps en proie aux oiseaux comme aux chiens :      |
| οἰωνοῖσί τε πᾶσι· Διὸς δ’ ἐτελείετο βουλή· | Et aux oiseaux sans nombre : ainsi Zeus l’avait-il voulu. | ainsi s'accomplissait la volonté de Zeus.                        |
|                                            | (traduction Frédéric Mugler)                              | (traduction Robert Flacelière)                                   |

Le premier terme, μῆνις / mênis, qui veut dire « colère », est toujours employé pour qualifier une colère divine, funeste. Achille est le seul mortel dont la colère soit appelée μῆνις dans tout le corpus homérique. C’est bien cette colère inhumaine qui est le thème-clef de l’épopée.

## Résumé
La guerre de Troie dure depuis bientôt dix ans. Elle oppose les Achéens venus de toute la Grèce, aux Troyens et à leurs alliés. Face à la cité fortifiée, les centaines de navires des assiégeants reposent sur la plage et leur servent de campement. L’Iliade relate, dans l'ordre chronologique, six journées et nuits de la guerre ; le chant XXIV se déroule douze jours après les événements du chant XXIII. En aucune partie du texte n’est annoncée la prise de Troie grâce à la ruse du cheval de bois.

### Premier jour: la dispute

#### Chant I: la peste et la querelle

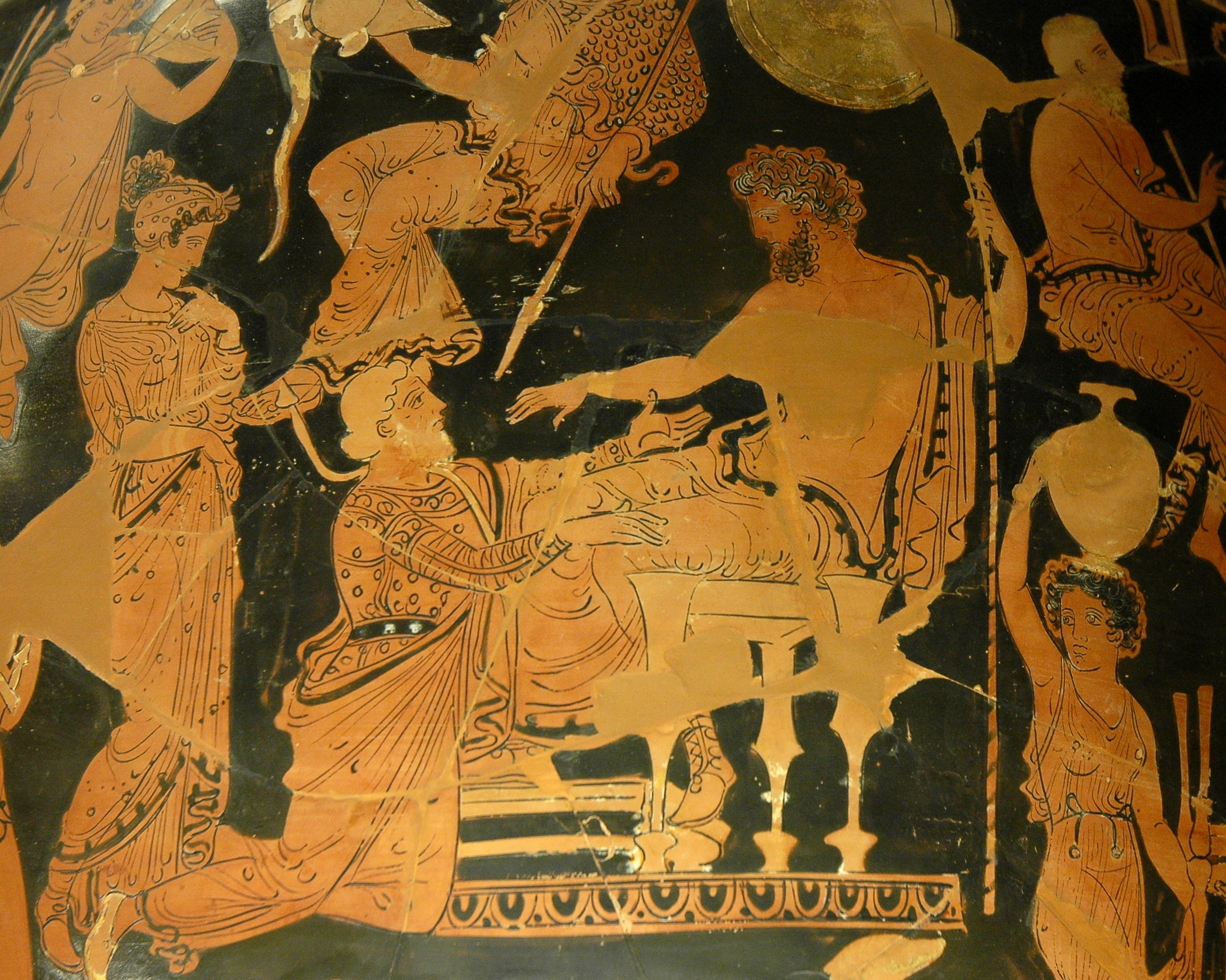
Chrysès offrant à Agamemnon une rançon pour Chryséis, cratère apulien à figures rouges du Peintre d'Athènes 1714,, musée du Louvre.

Agamemnon, le chef des Achéens, retient prisonnière Chryséis, la fille de Chrysès, un prêtre troyen d'Apollon. Ce dernier tente de convaincre Agamemnon de libérer sa fille, en lui proposant en échange une victoire contre les Troyens. Agamemnon refuse et le chasse. Le prêtre implore alors Apollon de faire périr les Achéens sous ses flèches, ce qu'il fait. Les flèches pleuvent et la peste se propage pendant neuf jours,. Au dixième jour, le devin Calchas révèle la cause du mal, et Agamemnon accepte alors de libérer Chryséis, à condition que les Achéens lui offrent autre chose en échange. Achille s'indigne de la proposition, car les butins de guerre ont déjà été partagés, et Agamemnon s'était déjà taillé la part du lion. Agamemnon menace alors d'avoir en dédommagement Briséis, une belle Troyenne, en la prenant à Achille dont elle était la captive.
Furieux et se sentant spolié, Achille décide de cesser de combattre avec ses Myrmidons aux côtés des Achéens et de rentrer chez lui. Pour se venger de l'affront d'Achille, Agamemnon décide finalement de bel et bien prendre Briséis en échange de Chryséis. Hors de lui, Achille aurait tué Agamemnon si Athéna n'était pas intervenue pour le calmer. L'agora est rompue, et Briséis sera finalement enlevée par les hommes d'Agamemnon, contre lesquels Achille ne veut pas se battre, car innocents. Se sentant humilié, il invoque sa mère, la Néréide Thétis, et lui demande d'influer sur Zeus pour que celui-ci donne la victoire aux Troyens. Elle obtient de Zeus la promesse d'une victoire troyenne. En parallèle, Chryséis a été rendue à son père, et de nombreux sacrifices ont été faits au nom d'Apollon. Chrysès conjure donc Apollon de faire cesser les afflictions dont sont victimes les Achéens.

### Deuxième jour: trêve et bataille

#### Chant II: le rêve trompeur et le catalogue des vaisseaux
Trompé dans son sommeil par un songe envoyé par Zeus, Agamemnon s'éveille certain de la victoire de ses troupes. Lors du conseil des chefs, il raconte précisément son rêve à quelques-uns de ses plus proches, puis, pour mettre à l'épreuve l'ensemble des troupes, feint de vouloir quitter le siège de Troie. Les guerriers préparent leur retour après neuf années de siège, mais Ulysse, roi d'Ithaque, parvient à les dissuader de partir. Les deux armées s'apprêtent à combattre et le narrateur détaille les forces en présence dans un passage traditionnellement appelé Catalogue des vaisseaux, qui est suivi du Catalogue des Troyens : les Achéens venus de toute la Grèce sur un grand nombre de vaisseaux feront face aux troupes des chefs troyens et de leurs alliés dardaniens, lyciens, phrygiens et thraces.

#### Chant III: début de la trêve et combat singulier entre Pâris et Ménélas

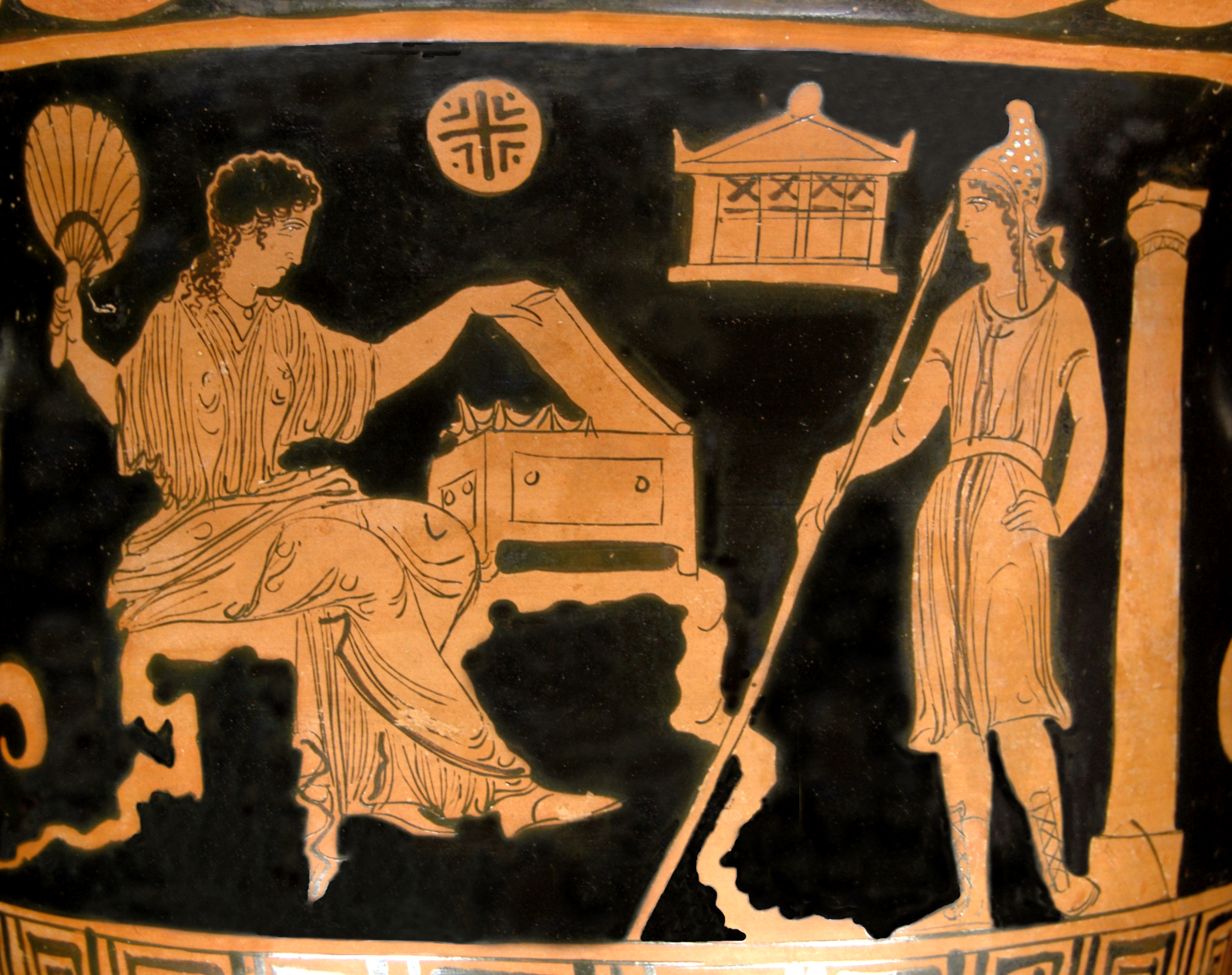
Hélène et Pâris, détail d'un cratère en cloche apulien à figures rouges, vers -380--370, musée du Louvre.

Le troyen Pâris, fils du roi Priam, est saisi d'effroi à la vue de Ménélas, dont il a enlevé l'épouse, Hélène, événement qui est la cause du conflit. À la suite des durs reproches de son frère, le vaillant Hector, Pâris propose aux Achéens que Ménélas lui soit opposé en combat singulier, afin d'éviter une hécatombe à son peuple. Tandis que, du haut des remparts de Troie, Hélène énumère à Priam les chefs grecs, le pacte est conclu. Le duel s'engage et tourne rapidement à l'avantage de Ménélas, combattant expérimenté, au détriment du frêle et jeune Pâris. Mais celui-ci est sauvé d'une mort certaine par l'intervention divine d'Aphrodite, qui le soustrait au combat et le dépose dans Troie.

#### Chant IV: la rupture de la trêve
Sur l’Olympe, Zeus souhaite faire reconnaître la victoire de Ménélas, afin qu'une paix soit conclue, épargnant ainsi la ville. Mais Héra, qui souhaite ardemment la victoire des Achéens, demande à Athéna de pousser les Troyens à violer leurs serments de paix. Athéna convainc alors Pandare de décocher une flèche à Ménélas afin de briser la trêve, ce qui survient effectivement.
Pendant la revue de ses troupes, Agamemnon exhorte au combat les plus grands de ses chefs : Idoménée, les deux Ajax (Ajax fils de Télamon et Ajax fils d'Oïlée), Nestor, Ulysse et Diomède –, et les combats reprennent.

#### Chant V: l'aristie de Diomède
Dans la furie de la bataille, les Achéens galvanisés massacrent un grand nombre de Troyens. Diomède s'illustre en particulier, soutenu par Athéna, au cours d'une aristie, en tuant, entre autres, Pandare, et en blessant Énée et sa mère, la déesse Aphrodite, venue le secourir. Les dieux s'impliquent alors dans les combats : Apollon sauve Énée en le soustrayant au champ de bataille, puis exhorte son frère Arès à s'engager aux côtés des Troyens. Ces derniers se ressaisissent et Hector, enflammé par les paroles de Sarpédon, mène ses troupes au combat avec le soutien d'Arès. Inquiètes de ce retournement de situation, Héra et Athéna s'arment et apportent leur secours aux Achéens défaits par le dieu de la guerre, qui est à son tour blessé par Diomède, seul mortel à pouvoir apercevoir les dieux. Enfin, dieux et déesses remontent à l'Olympe porter leur discorde devant Zeus.

#### Chant VI: bataille et arrivée d'Hector

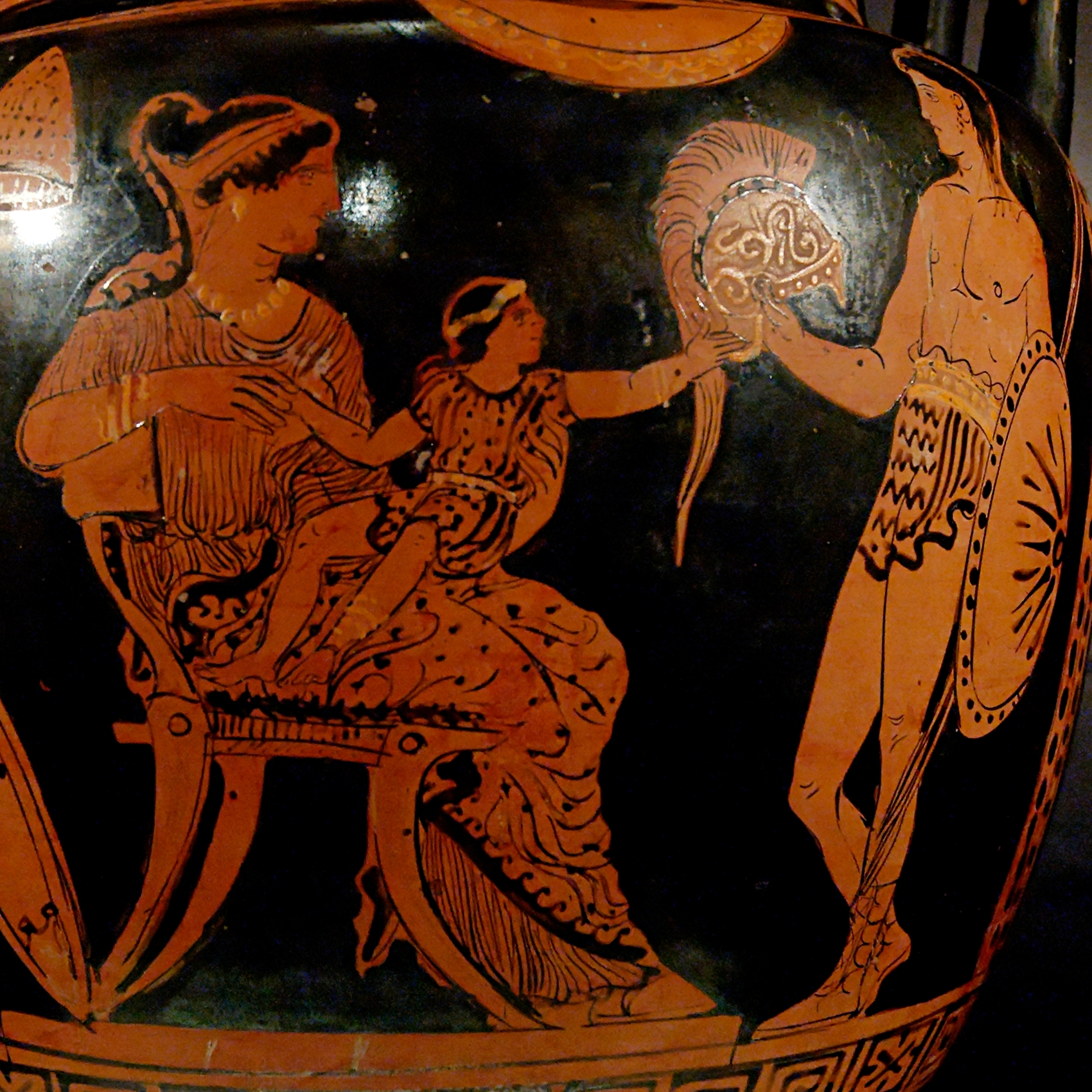
Astyanax, sur les genoux d'Andromaque, essaie d'attraper le casque de son père Hector, cratère à colonne apulien à figures rouges, ca. 370-360 av. J.-C., musée national du palais Jatta à Ruvo di Puglia (Bari).

Le combat continue de faire rage, les meilleurs guerriers des deux camps s'affrontant mortellement. Cependant, après avoir évoqué les liens d'hospitalité qui unissaient naguère leurs ancêtres, Diomède et Glaucos le Lycien cessent leur duel et échangent des présents. Hector se retire du combat et regagne la ville. Là, il demande à Hécube, sa mère, de prier Athéna pour la victoire des Troyens. Les femmes rejoignent le temple de la déesse. Près des portes Scées, Hector fait ses adieux à son épouse, Andromaque, et à son tout jeune fils Astyanax. Il retrouve ensuite son frère Pâris et le convainc de rejoindre la bataille avec lui.

#### Chant VII: duel entre Hector et Ajax
Guidé par les plans d'Apollon et d'Athéna, Hector provoque les chefs grecs en duel. C'est Ajax, fils de Télamon, qui est tiré au sort pour l'affronter. À la faveur de la nuit, le duel doit cesser sans qu'un vainqueur puisse être désigné, bien qu'Hector soit blessé. Les deux hommes, en signe d'estime et de respect, s'offrent de nombreux présents. Une trêve temporaire est décidée par les deux camps. Elle est mise à profit pour honorer les nombreux morts qui jonchent le champ de bataille. Les Achéens décident et mettent en œuvre la construction d'un fossé et d'un mur devant leurs navires tirés sur la plage.

### Troisième jour: l'ambassade à Achille et la Dolonie

#### Chant VIII: nouvelle bataille et succès troyens
Au petit jour, Zeus exige des dieux qu'ils restent neutres. Depuis les sommets du mont Ida surplombant le champ de bataille, il pèse sur sa balance d'or les destinées des deux armées. Celle-ci penche en faveur des Troyens et de fait, dès la reprise des combats, ils prennent l'avantage grâce à la fougue d'Hector, qui pousse ses troupes vers le rivage et les remparts des Achéens. Athéna et Héra ne peuvent rester sans agir face au repli des Grecs. Elles désobéissent à Zeus en secourant ces derniers, mais sont rapidement et vertement rappelées à l'ordre. Quand la nuit tombe, pour ne pas perdre leur avantage, cinquante mille Troyens campent dans la plaine.

#### Chant IX: l'ambassade auprès d'Achille
Dans le campement achéen, l'inquiétude est grande. Agamemnon évoque la possibilité d'abandonner le siège et de rentrer en Grèce, ce à quoi Ulysse et Nestor sont farouchement opposés. La solution serait de ramener Achille à la raison et de le convaincre de se joindre au combat. Agamemnon est prêt à s'excuser, à rendre Briséis et à couvrir Achille de présents, immédiatement et dans le futur par la promesse d'union avec l'une de ses filles et le don de plusieurs de ses cités en Argos. Il lui envoie Ulysse, Ajax et Phénix en ambassade afin de le convaincre. Achille reçoit dignement et écoute ses compagnons mais reste inflexible : il a l'intention de regagner sa patrie dès le lendemain — tout en évoquant la possibilité de demeurer sur place — et propose à Phénix de se joindre à lui. Ulysse et Ajax s'en retournent annoncer la mauvaise nouvelle à Agamemnon. Dans le Cratyle de Platon, Cratyle nous apprend que l’épisode de l’ambassade auprès d’Achille était appelé Les Prières (Λιταῖ).

#### Chant X: la Dolonie

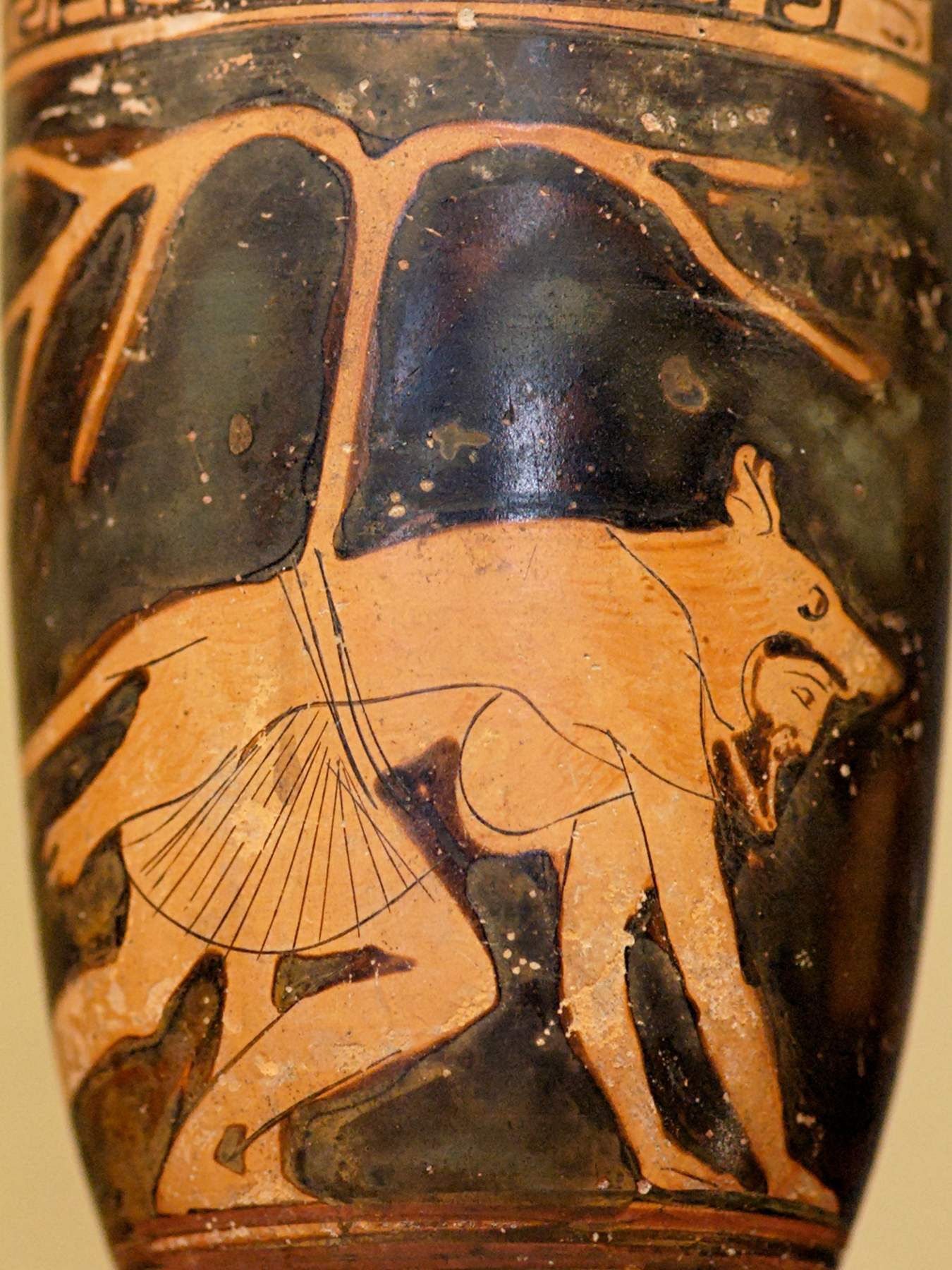
Dolon vêtu de sa peau de loup, lécythe à figures rouges, v. 460 av. J.-C., musée du Louvre.

Afin de connaître les intentions des Troyens, le chef des Achéens, sur les conseils du sage Nestor, décide d'envoyer Diomède et Ulysse espionner leurs ennemis. Dans le camp adverse, Hector envoie Dolon en reconnaissance près du campement des Grecs. Mais Dolon est capturé par les deux espions achéens puis exécuté par Diomède après avoir livré des renseignements stratégiques et malgré ses suppliques. Poussant leur avantage, Ulysse et Diomède massacrent les chefs thraces, alliés des Troyens, endormis près du feu et ramènent leurs chevaux auprès des navires. Cet exploit ravive l'espoir d'une victoire prochaine parmi les Achéens. Cet épisode est appelé la « Dolonie », d'après le nom de Dolon.

### Quatrième jour: la déroute des Achéens et la mort de Patrocle

#### Chant XI: nouveaux succès troyens
Au matin, la bataille reprend, et sous la pression des exploits d'Agamemnon, les Troyens reculent jusqu'aux remparts de leur cité. Mais Zeus envoie sa messagère Iris assurer Hector de son soutien et lui indiquer de contre-attaquer dès qu'Agamemnon sera blessé, ce qui finit par survenir. Ulysse, Diomède, Machaon et Eurypyle sont touchés à leur tour et les Grecs se replient vers leurs tentes. Achille, inquiet de voir revenir tant de braves guerriers durement blessés, s'inquiète de la tournure que prennent les évènements et demande à Patrocle de s'en enquérir. Sur les conseils de son compagnon, il court s'informer auprès du vieux sage Nestor. Celui-ci l'incite à convaincre Achille de reprendre le combat. Mais Patrocle va porter secours à Eurypyle dans sa tente. Le moral des Achéens est de nouveau au plus bas.

#### Chant XII: les Troyens assiègent le campement achéen
Ayant poursuivi les fuyards dans la plaine, ce sont désormais les Troyens et leurs alliés qui assiègent leurs ennemis avec une grande force. Sous les violents assauts d'Asios, de Sarpédon et de Glaucos, les remparts vacillent, malgré la résistance héroïque des meilleurs combattants achéens. Enfin, Zeus accorde à Hector de franchir le large fossé à la tête de ses troupes et de fracasser les lourdes portes du campement. Les combattants troyens se ruent dans cette brèche. À l'intérieur des remparts, Hector fait rage, selon les desseins de Zeus.

#### Chant XIII: intervention de Poséidon

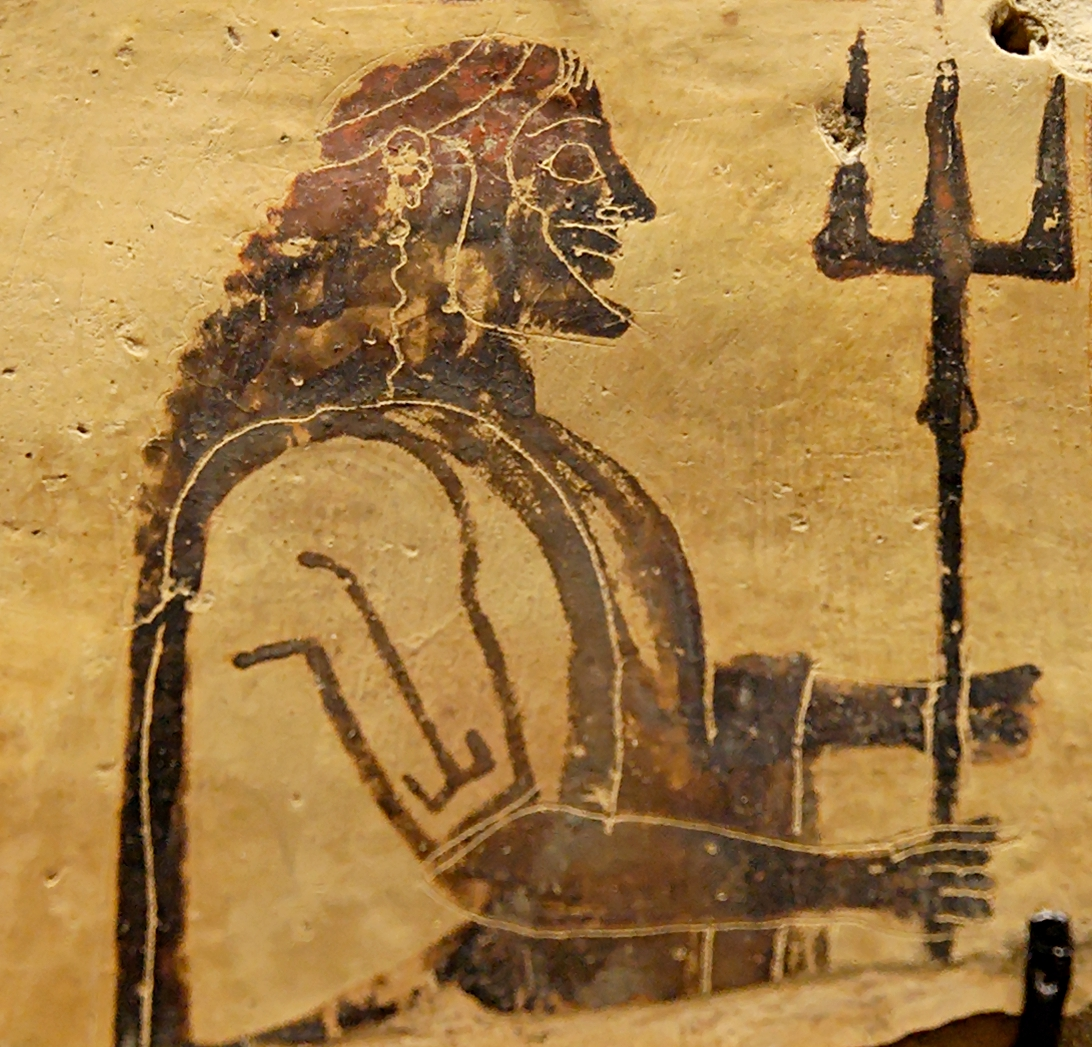
Poséidon, plaque corinthienne à figures noires, v. 550-525 av. J.-C., musée du Louvre.

Refusant la défaite imminente des Achéens et la mise à sac de leur camp et de leurs navires, Poséidon lui-même s'engage dans la bataille. Ainsi stimulés, Idoménée et Mérion, en furie, massacrent de nombreux Troyens, parmi lesquels Asios et son aurige Alcathoos. Les Troyens Énée, Pâris, Hélénos et Déiphobe s'illustrent également par leur bravoure et leurs ravages.
Malgré ces actes valeureux, les combattants troyens se replient temporairement sous une contre-attaque des Grecs. Mais, épaulés par Zeus, ils reprennent le dessus et recommencent à ravager le campement achéen.

#### Chant XIV: la ruse d'Héra
La situation est désespérée et Agamemnon propose à nouveau de sonner la retraite, mais Poséidon exhorte les Grecs, leur redonnant confiance. Héra détourne Zeus de la bataille grâce à un ruban avec lequel elle le séduit et le laisse endormi sur les cimes du Gargare après l'amour : cette scène fait partie de la Dios apatè (traduit par « tromperie de Zeus » ou encore « Zeus berné »). Zeus ainsi neutralisé, Poséidon peut désormais secourir efficacement les Achéens, qui mènent une contre-attaque rageuse et victorieuse, tuant de nombreux Troyens. Hector lui-même est blessé et doit être évacué par ses compagnons auprès du fleuve Scamandre. Aristophane et Aristarque de Samothrace condamnent l'épisode du « Sortilège du ruban », le jugeant inconvenant : Zeus y énumère ses infidélités passées, pour faire comprendre à son épouse qu'il est plus amoureux d'elle à ce moment-là que de ses amantes quand il les a aimées.

#### Chant XV: bataille près des navires achéens
À son réveil, Zeus, furieux d'avoir été trompé par sa femme Héra, intime à Poséidon l'ordre de se tenir à l'écart de la lutte. Préoccupé par le sort d'Hector, il envoie à son chevet Apollon, qui a tôt fait de le guérir et l'inspirer. Le valeureux Troyen peut alors à nouveau semer la mort et la panique dans les rangs des Grecs. Patrocle, effrayé, quitte son ami Eurypyle pour accourir vers Achille. Malgré une résistance héroïque d'Ajax auprès des navires, les Achéens épuisés cèdent et Hector arrive jusqu'aux premier rang de nefs pour commencer à y mettre le feu.

#### Chant XVI: exploits et mort de Patrocle
Devant l'urgence de la situation, Achille autorise Patrocle à mener les Myrmidons au combat à condition qu'il se contente de repousser les assaillants sans chercher à prendre la cité de Troie. Ayant revêtu les armes divines qu'Achille lui a prêtées, Patrocle exhorte les Myrmidons. Il parvient à faire reculer les combattants troyens et tue Sarpédon que Zeus se résigne, attristé, à voir périr. Apollon est envoyé pour récupérer son corps sans vie et l'envoyer en Lycie, et pour donner à Hector de l'ardeur au combat. Grisé par ses succès, Patrocle désobéit à Achille et pousse sa contre-attaque jusqu'aux remparts de Troie tuant encore le conducteur du char d'Hector. Il est alors frappé dans le dos par Apollon, puis par Euphorbe, et achevé par le prince troyen.

#### Chant XVII: bataille autour du corps de Patrocle
S'engage alors une âpre bataille autour du corps de Patrocle : Hector et Énée tentent de s'en emparer ainsi que des chevaux d'Achille. Mais les Achéens, Ménélas et Ajax en particulier, défendent héroïquement la dépouille de leur compagnon. Hector parvient cependant à en arracher les armes d'Achille, son casque et son armure, dont il se revêt. Inspiré par Zeus, il repousse les combattants achéens vers les nefs, qui, soutenus par Mérion et les deux Ajax, finissent par emporter le corps de Patrocle dans leur campement.

#### Chant XVIII: les armes et le bouclier d'Achille

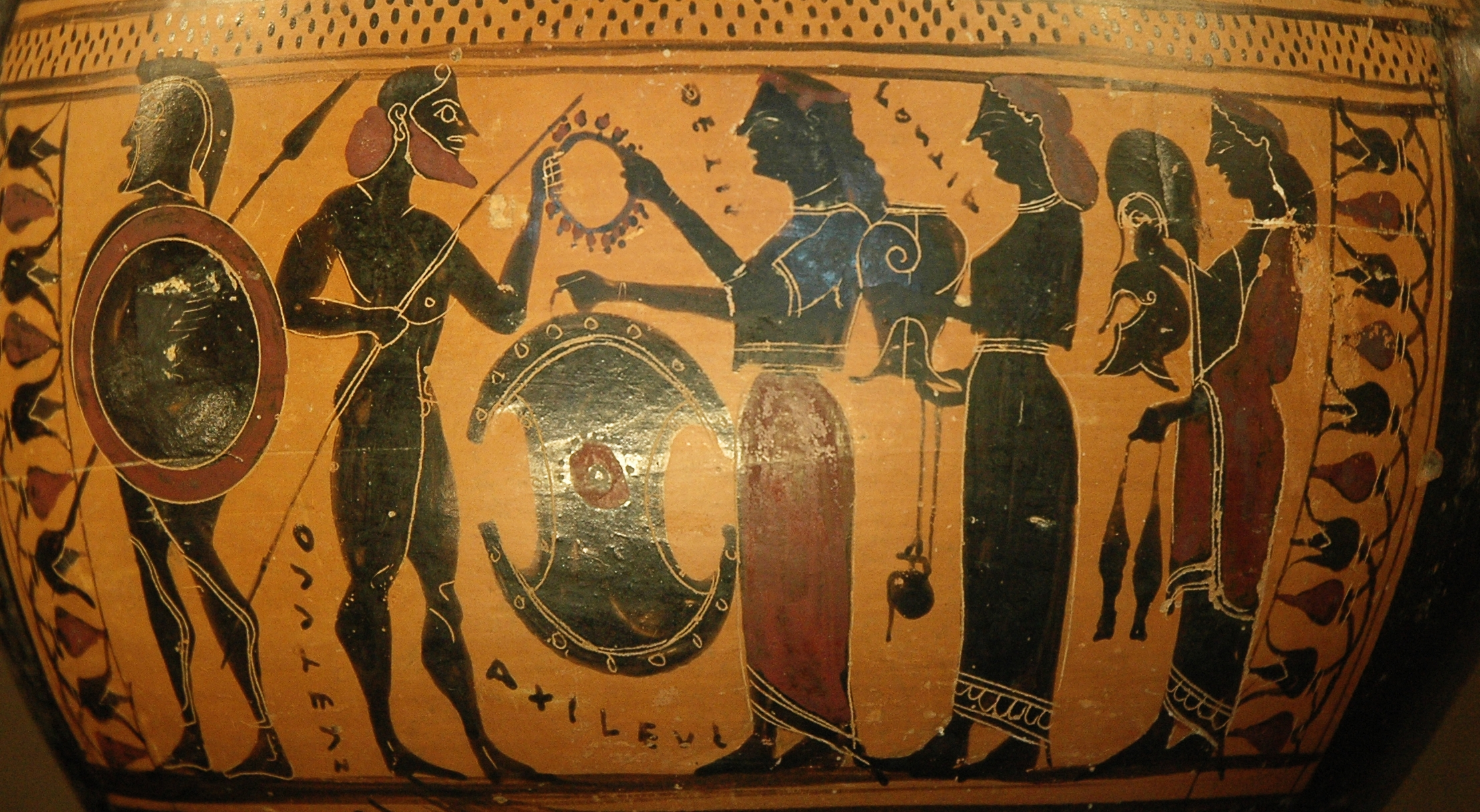
Thétis donne à son fils Achille ses armes nouvellement forgées par Héphaïstos, détail d'une hydrie attique à figures noires, v. 575-550 av. J.-C., musée du Louvre.

C'est à Antiloque que revient la lourde tâche d'informer Achille de la mort de son compagnon. Accablé de douleur, couvert de cendres et prostré à terre, Achille jure de le venger au plus vite. Sa mère Thétis lui demande de patienter une nuit, afin de permettre à Héphaïstos de lui forger de nouvelles armes. Le dieu boiteux se met au travail. Achille quitte sa tente et bondit hors du camp pour crier sa douleur et sa rage, et ses hurlements épouvantent les Troyens. De leur côté, ceux-ci tiennent conseil, et le sage Polydamas prodigue à Hector des conseils de prudence que ce dernier ignore. Son labeur achevé, Héphaïstos remet à Thétis un bouclier étincelant et magnifiquement orné, une cuirasse, un casque et des cnémides splendides pour Achille. La longue description des ornements du bouclier forgé par Héphaïstos constitue la première ekphrasis connue de la littérature.

### Cinquième jour: le retour d'Achille au combat et la mort d'Hector

#### Chant XIX: la réconciliation
Devant l'armée achéenne, Achille se réconcilie avec Agamemnon. En échange de sa bonne volonté, il reçoit comme prévu un grand nombre de présents, dont la belle Briséis, qu'Agamemnon jure n'avoir jamais possédée. En préparation de la bataille à venir, les guerriers se restaurent, mais Achille, voulant se consacrer uniquement à la vengeance de son compagnon, refuse toute nourriture. Équipé de ses nouvelles armes, il souhaite partir au combat sur le champ, malgré les avertissements de son cheval Xanthos qui lui promet une mort prochaine.

#### Chant XX: retour d'Achille au combat
La discorde règne chez les dieux, que Zeus autorise à intervenir dans la bataille. Chacun choisit son camp et fourbit ses armes. Malgré l'épouvante des Troyens à la vue d'Achille, Énée s'élance vaillamment contre lui, inspiré par Apollon. Loin d'égaler Achille au combat, il est vaincu mais sauvé par Poséidon. Hector et Achille, parvenus à portée de voix, commencent à s'affronter, mais Apollon, inquiet pour la vie d'Hector, fait disparaître celui-ci du champ de bataille. Furieux, Achille fait un grand massacre parmi les Troyens affolés.

#### Chant XXI: exploits d'Achille et bataille des dieux
Sous les coups d'Achille, de nombreux combattants de Troie se jettent et périssent dans le fleuve Scamandre. Celui-ci est révolté d'être ainsi souillé du sang des guerriers, aidé du fleuve Simoïs, il combat farouchement Achille, manquant de le noyer. Héra envoie alors Héphaïstos, qui parvient à faire reculer le fleuve par un feu divin brûlant et évaporant ses eaux. Dans la bataille, Apollon dresse Agénor contre Achille, puis finit par prendre sa place, simule la fuite afin qu'Achille lui coure après, autorisant ainsi la retraite des Troyens qui s'engouffrent tous dans les portes de la cité.

#### Chant XXII: duel d'Achille et d'Hector
Hector, malgré les supplications de ses parents, Priam et Hécube, s'est résolu à combattre Achille et l'attend seul, devant les remparts de Troie. Mais à la vue de son ennemi, il est épouvanté et dans un premier temps prend la fuite. Tandis qu'Achille poursuit Hector sur trois tours des murs de la cité, Zeus pèse sur sa balance d'or les destinées des deux guerriers : Hector est condamné. Athéna, déguisée, ramène Hector à la raison et le convainc d'affronter son destin et Achille. Le combat ne dure guère mais avant de mourir — frappé par la pique d'Achille au cou, au seul endroit où la cuirasse, qui fut celle du Peléide prise sur la dépouille de Patrocle, ne le protège pas —, Hector révèle à Achille qu'il périra sous le trait de son jeune frère Pâris. Le vainqueur se saisit de la dépouille de son ennemi qu'il attache à son char par les tendons des chevilles et traîne jusqu'aux vaisseaux grecs sous les yeux éplorés des Troyennes, parmi lesquelles Andromaque, l'épouse d'Hector.

### Sixième jour: les funérailles de Patrocle

#### Chant XXIII: funérailles et jeux funèbres de Patrocle

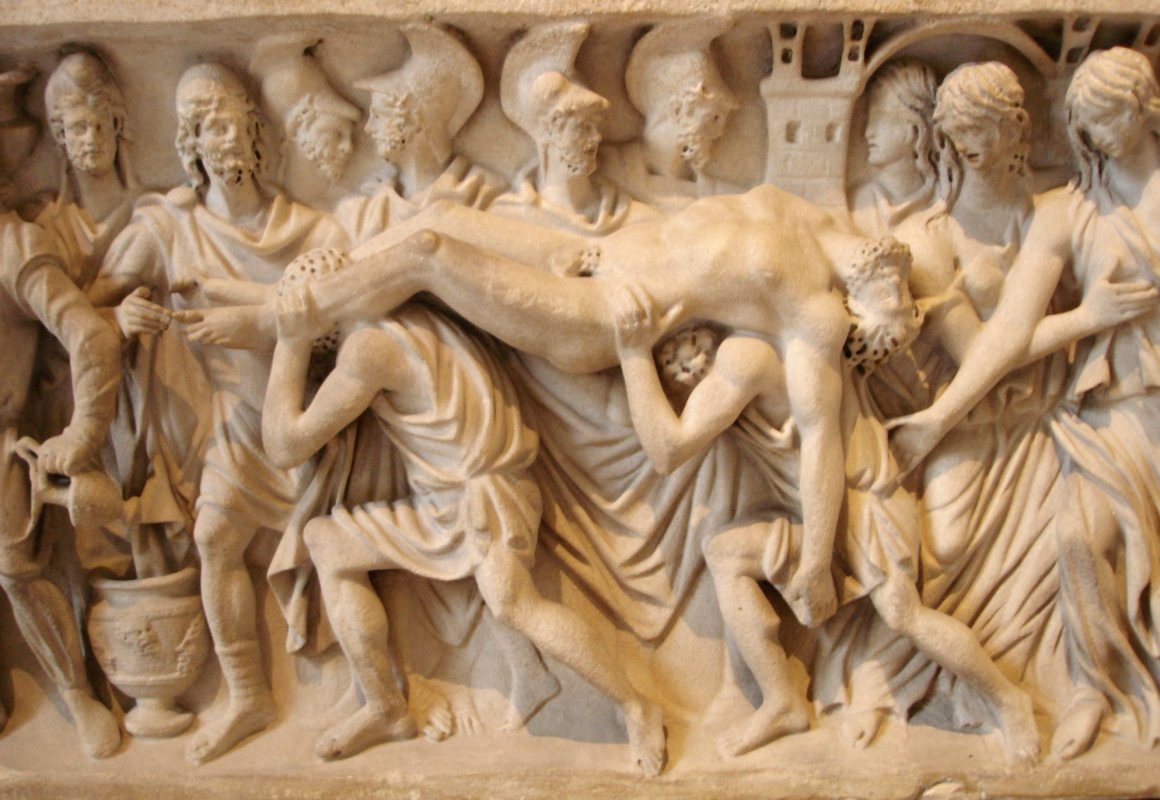
Corps d'Hector ramené à Troie, bas-relief d'un sarcophage romain, v. 180-200, musée du Louvre.

Patrocle apparait en songe à son compagnon qui tente vainement de le saisir dans ses bras. Tous les Achéens se consacrent au deuil : de nombreux sacrifices sont consentis (moutons, bœufs, chevaux et douze jeunes Troyens sont immolés) et la dépouille du jeune homme est brûlée selon la tradition. Un tombeau est élevé, et les cendres et os de Patrocle sont recueillis en attendant d'être réunis avec ceux d'Achille. Ce dernier organise des jeux funèbres qu'il dote de nombreux prix. Ainsi les guerriers peuvent montrer leur valeur à la course de char, au pugilat, à la lutte, à la course à pied ou encore aux lancers.

### Douze jours après: les funérailles d'Hector

#### Chant XXIV: ambassade de Priam et funérailles d'Hector
Achille ne peut trouver le sommeil. Pendant onze jours, il traîne chaque matin le corps d'Hector avec son char autour du tombeau de Patrocle. Mais les dieux, prenant en pitié la famille du Troyen, réprouvent son comportement et, par un procédé divin, conservent à la dépouille son bel aspect. Zeus exige de Thétis qu'elle aille convaincre son fils de rendre la dépouille à Priam. Ce dernier, protégé par Hermès, traverse en secret les lignes ennemies pour être reçu dans la tente d'Achille. Là, au nom de Pélée, il supplie le héros grec de lui rendre son fils en échange de présents. Achille y consent et propose à Priam le gîte et le couvert. Conciliant, Achille accepte également de retenir les troupes achéennes pendant douze jours, le temps pour les Troyens d'organiser des funérailles décentes à Hector. De retour à Troie, le corps du prince est présenté à la foule en larmes et de longues funérailles sont organisées.

## Personnages de l’Iliade

Carte de la Grèce homérique.

Dans son récit, Homère cite un grand nombre de héros de chaque camp, mais les Dieux et autres divinités sont également présents et influents.

### Achéens (Grecs)
- Achille, fils de Pélée et de Thétis, roi des Myrmidons
- Patrocle, compagnon d'Achille
- Agamemnon, roi de Mycènes, chef de l’expédition grecque.
- Ménélas, roi de Sparte et frère d'Agamemnon
- Hélène, épouse de Ménélas
- Ulysse, roi d’Ithaque
- Nestor, roi de Pylos
- Ajax fils d'Oïlée ou Ajax le petit, roi de Locride
- Ajax fils de Télamon, roi de Salamine
- Calchas, devin
- Diomède, fils de Tydée, roi d’Argos
- Idoménée, roi de Crète
- Phénix, fils d'Amyntor, éducateur d'Achille.

### Troyens
- Priam, roi de Troie
- Hécube, femme de Priam, reine de Troie
- Hector, fils aîné de Priam
- Pâris, fils de Priam, séducteur d’Hélène
- Cassandre, fille de Priam, prêtresse
- Andromaque, femme d’Hector
- Énée, fils d’Anchise
- Sarpédon, chef des Lyciens
- Pylémène, chef des Paphlagoniens
- Pandare, un des généraux de Zélée
- Phorcys, un des généraux de Phrygie
- Glaucos, un des généraux de Lycie
- Laocoon, prêtre de Poséidon

### Divinités
- Zeus, roi des Dieux
- Poséidon, frère de Zeus et roi des océans, fils de Cronos et de Rhéa. Favorable aux Achéens.
- Héra, sœur et épouse de Zeus. Favorable aux Achéens.
- Apollon, fils de Zeus et de Léto. Favorable aux Troyens.
- Héphaïstos, fils de Zeus et d'Héra. Favorable aux Achéens.
- Athéna, fille de Zeus. Favorable aux Achéens.
- Aphrodite, fille de Zeus et de Dioné. Favorable aux Troyens.
- Thétis, mère d'Achille. Favorable aux Achéens.
- Hermès, fils de Zeus. Favorable aux Achéens.
- Scamandre, dieu fleuve.
- Arès, dieu de la guerre fils de Zeus et d'Héra. Favorable aux Troyens.
- Hypnos, le Sommeil

### Nombre de morts par héros dans l'Iliade
Tandis que 150 morts troyens sont nommés, seulement 44 morts achéens sont mentionnés de l’Iliade.
- Du côté troyen, Hector en tue 28, Énée 6, Pâris 3 et Sarpédon 1.
- Du côté grec, Achille en tue 24, Diomède 16, Agamemnon 11, Ajax (fils de Télamon) 15 et Ménélas 8.

## Analyse

### Héroïsme d'Achille

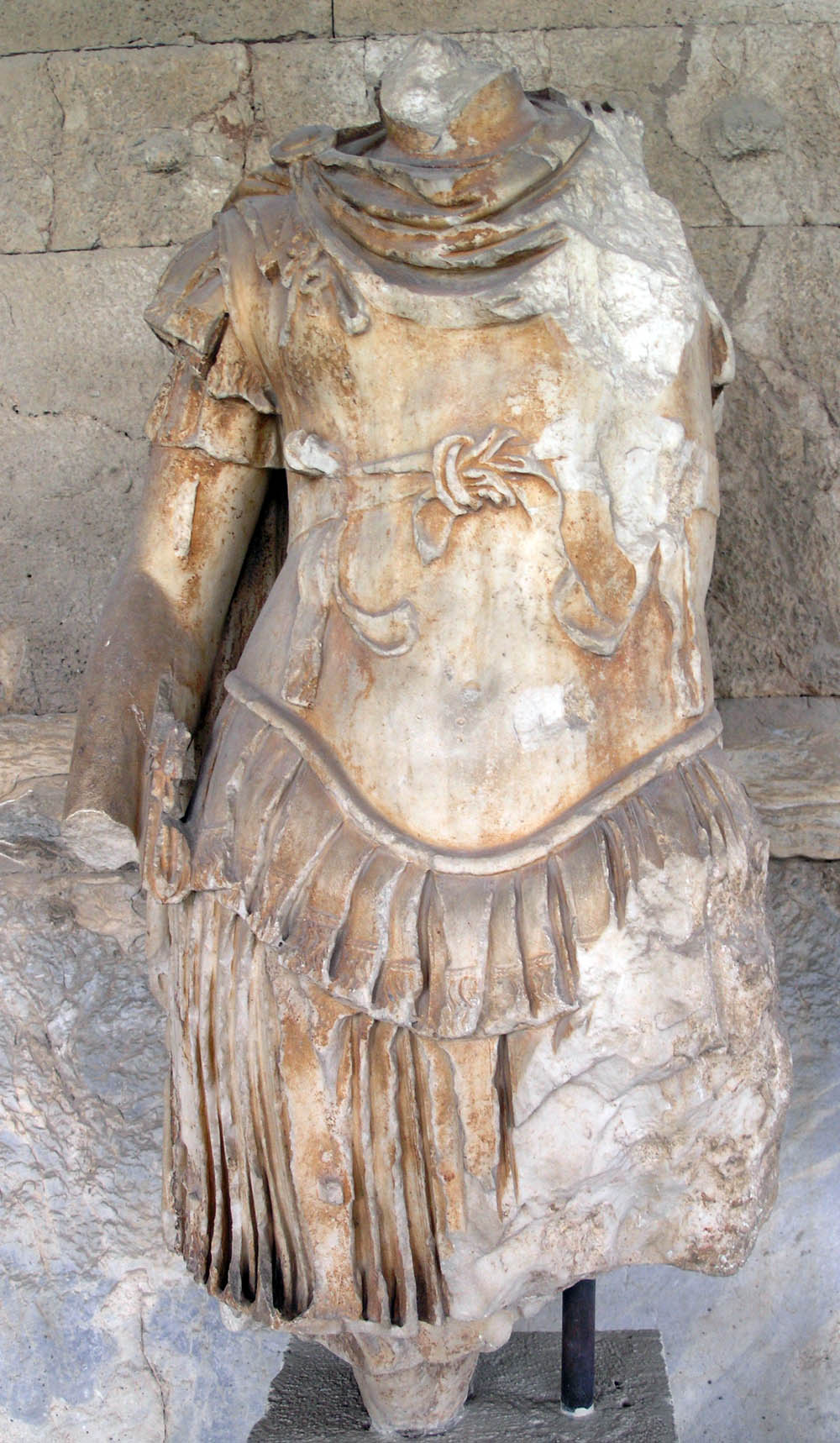
Statue de la personnification de l’Iliade, placée dans la bibliothèque de Pantainos à Athènes, musée de l'Agora antique d'Athènes.

Henri-Irénée Marrou explique dans son Histoire de l’éducation dans l’Antiquité[Où ?] (1948) que 

« Beaucoup plus que l’Ulysse du Retour, c’est la noble et pure figure d’Achille qui incarne l’idéal moral du parfait chevalier homérique ; il se définit d’un mot : une morale héroïque de l’honneur. C’est dans Homère que chaque génération antique a trouvé ce qui est l'axe fondamental de cette éthique aristocratique : l'amour de la gloire. »

Deux types de gloires, d’honneurs (τιμή / timḗ) sont montrées dans l’Iliade :
- l’honneur du chef, celui d’Agamemnon, le rang social ;
- l’honneur du guerrier, la gloire personnelle, celle que recherche Achille.

L’Iliade voit le triomphe de la gloire vantée par Achille, κλέος ἄφθιτον / kléos áphthiton, la « gloire impérissable », qui s’acquiert par une « belle mort », jeune, sur le champ de bataille.
Plus tard, cet amour de la gloire personnelle sera transformé. Tyrtée, le poète spartiate, chante ainsi la gloire immortelle qu'il y a à défendre sa patrie : pour le guerrier mort ainsi, « jamais sa noble gloire ne périt, ni son nom, mais bien qu’il demeure sous terre, il est immortel ». Dans l’Iliade, Achille n’est pas un guerrier patriote. Quand il reprend les armes, ce n'est pas pour les Grecs qu’il combat. Son départ pour Troie, ses combats, sa colère et sa décision de reprendre les armes sont profondément individuels, voire égoïstes. Et quand il décide d’affronter Hector, sachant qu’il mourra ensuite s’il le fait, ce n’est pas pour les Grecs mais pour venger Patrocle.[réf. nécessaire]
L’Iliade représente une lente décomposition des valeurs et des codes héroïques et chevaleresques, le cosmos (κόσμος, univers ordonné) pour basculer dans la sauvagerie, le chaos. Selon Jean-Pierre Vernant, les héros grecs comme troyens cessent progressivement de considérer l’adversaire comme le partenaire d’un combat loyal pour le transformer en proie — témoin la mutilation sauvage par Achille du corps d’Hector. Cette sauvagerie n’est rédimée qu’à la fin de l'épopée, quand Priam vient réclamer le corps de son fils et qu’Achille, selon Jean-Pierre Vernant, comprend les limites du monde héroïque dans lequel il se meut.

## Postérité

### Réception de l’Iliadedans l'Antiquité
Avec l’Odyssée, l’Iliade est le texte majeur de la littérature grecque. Dans l’Antiquité, il était considéré comme la base indispensable de la bonne éducation, principalement celle des jeunes gens de bonne famille, ce qui faisait d’Homère, selon le mot de Socrate (qui déplorait son influence dans La République de Platon), l’« éducateur de la Grèce »,. Les enfants devaient par exemple faire des dictées tirées de ses épopées, ou en apprendre par cœur des passages, ou encore répondre à des questions à leur sujet (les restes d'un questionnaire de ce genre ont été retrouvés sur un fragment de papyrus égyptien d'époque ptolémaïque). De nombreux poètes et artistes prennent l’Iliade pour modèle ou s'en inspirent. Dès l'époque archaïque, la Batrachomyomachia, Combat des grenouilles et des rats, que les Anciens attribuaient aussi à Homère, compose une parodie héroïcomique des combats épiques comme ceux de l’Iliade. Au Ve siècle, un dramaturge anonyme reprend dans la tragédie Rhésos l'histoire de Dolon, rapportée au chant X de l’Iliade.
À l'époque romaine, le poète latin Virgile prend Homère pour modèle dans la composition de son épopée, l’Énéide, qui relate le mythe des origines troyennes de Rome et glorifie indirectement Auguste. L'histoire prend la suite d'Homère sur plusieurs plans : sur le plan narratif, puisque le principal héros, Énée, est un prince troyen qui apparaît dans l’Iliade ; et sur le plan thématique, puisque la première moitié de l’Énéide relate un voyage en mer dans le style de l’Odyssée, tandis que la seconde moitié décrit les batailles menées par Énée pour s'établir dans le Latium, dans le style de l’Iliade.

### Postérité de l’Iliadeaprès l'Antiquité
L’Iliade, comme l’Odyssée, acquiert le statut de classique dès l'Antiquité gréco-romaine et exerce une influence durable sur la littérature et les arts en général.
Au XIVe siècle, une paraphrase byzantine en langue vernaculaire grecque, l'Iliade d'Hermoniakos, est composée par Constantin Hermoniakos, sur la commande du despote d'Épire Jean II Orsini (1323–1335) et de sa femme Anne Paléologue. Le poème se compose de 8 799 octasyllabes trochaïques,.
L’œuvre est traduite du grec en vers latins en deux temps, d'abord par Livius Andronicus qui traduit l'Odyssée durant le IIIe siècle av. J.-C. (Odussia) puis par Cnaeus Matius et Publius Baebius Italicus qui traduisent l'Iliade vers le début du Ier siècle av. J.-C. (Ilias Latina). L'Iliade et son auteur étaient étudiés dans les écoles. Aujourd'hui encore, elle inspire de nombreux artistes.

#### Littérature
Au Moyen Âge, la guerre de Troie est connue par le biais de l’Iliade, notamment grâce aux traductions latines de l'original grec. Mais l’Iliade ne raconte que quelques jours de la dixième année de la guerre. Le reste des événements avait été relaté à l'origine par les épopées du cycle troyen, mais celles-ci se sont perdues pendant l'Antiquité. En revanche, d'autres récits composés plus tard dans l'Antiquité sont encore connus au Moyen Âge (et sont parvenus jusqu'à nous), comme l’Histoire de la destruction de Troie attribuée à Darès le Phrygien et l’Éphéméride de la guerre de Troie attribuée à Dictys de Crète. Vers 1165, Benoît de Sainte-Maure compose Le Roman de Troie qui relate l'ensemble des événements de la guerre de Troie (et ne se limite donc pas aux événements relatés par l’Iliade). En 1450-1452, Jacques Millet compose une pièce intitulée Histoire de la destruction de Troie la grande, composée de 30 000 vers, qui connaît un grand succès jusqu'au XVIe siècle.
L’Iliade continue à fournir de nombreux sujets aux poètes et aux dramaturges à la Renaissance. Certaines tragédies développent des sujets liés à la guerre de Troie mais qui décrivent les suites de la guerre, dans la lignée des tragiques antiques : c'est le cas par exemple de La Troade de Robert Garnier (1579). Mais d'autres s'inspirent directement de l’Iliade, comme Hector d'Antoine de Montchrestien (1604).
En 1716, Marivaux publie un Homère travesti ou l’Iliade en vers burlesques qui est une parodie burlesque des événements de l’Iliade, où les guerriers sont ridicules et les combats bouffons ; Marivaux, ignorant le grec, n'a pas lu Homère dans le texte, mais a travaillé à partir d'une traduction française en douze chants par Houdar de La Motte.
En 1990, Derek Walcott publie Omeros, une réécriture de l’Iliade qui se déroule aux Caraïbes. En 2006, Alessandro Baricco en propose une réécriture intitulée Homère, Iliade : en supprimant les apparitions divines ainsi que les répétitions, en changeant de narrateur à chaque chapitre et en utilisant l'italien moderne, l'auteur veut débarrasser le récit de « tous les archaïsmes qui l'éloignent du cœur de son sujet ».
L’Iliade inspire aussi les auteurs des littératures de l'imaginaire. Dans Ilium (2003) et Olympos (2006), l'auteur américain Dan Simmons réalise une libre transposition de l'épopée homérique dans un univers de science-fiction qui se réfère aussi à d'autres classiques de la littérature.

#### Cinéma
Dès les débuts du cinéma, l’Iliade fait l'objet de nombreuses adaptations en péplums. Dès 1902, Georges Hatot tourne Le Jugement de Pâris. La première adaptation importante est celle de l'italien Giovanni Pastrone, qui use de grandioses décors (murailles assiégées, cheval en bois) sur plus de 600 mètres de pellicule.
Le deuxième âge d'or du péplum porte aussi un grand intérêt aux écrits d'Homère, et l'Iliade s'y voit adaptée de manière significative trois fois : Hélène de Troie de Robert Wise (1955), La Guerre de Troie de Giorgio Ferroni (1961), La Colère d’Achille de Mario Girolami (1962). Les films dépassent assez largement le cadre temporel originel du texte, prétendant parfois à une « préquelle », s'intéressant aux origines du conflit chez Robert Wise, ou en montrant plutôt le côté troyen chez Ferroni. Girolami, lui, s'efforcera de suivre le schéma canonique.
En 2004, Troie, réalisé par Wolfgang Petersen, relate l'ensemble de la guerre de Troie en accordant une place importante aux événements relatés par l'épopée homérique, mais en s'écartant parfois beaucoup du mythe antique.
En 2017, sort Troy The Odyssey réalisé par Tekin Girgin.

#### Télévision
En 2002, To Bart or not to Bart le 14e épisode de la saison 13 de la série télévisée d'animation Les Simpson met en scène l'Iliade.
En 2016, sort la série documentaire Les Grands Mythes dont la saison 2 et 3 raconte l'épopée d'Ulysse pour rentrer chez lui.

## Tradition manuscrite de l’Iliade
Codex Venetus A

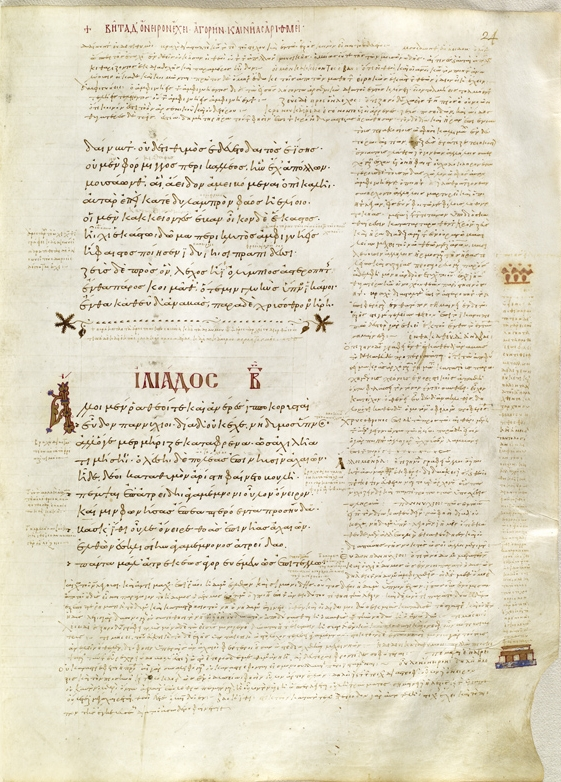
Folio 24r du Venetus A. Comme l'indique le titre en rouge au milieu de la page, il s'agit de la fin du premier chant et du début du second (ΙΛΙΑΔΟΣ B). Le texte du poème est accompagné d'au moins cinq types de scholies.
1- En tête de la page, en rouge, un bref résumé du Chant II qui dit : Bῆτα δ’ ὄνειρον ἔχει· ἀγορήν· καὶ νῆας ἀριθμεῖ· (Et Bêta comprend un rêve, une assemblée, et énumère les navires).
2- Une exégèse dense encadre les hexamètres homériens.
3- Le scribe utilise les marges et les interlignes pour écrire d'autres notes.
4- D'autres encore sont inscrites à droite dans le dessin d'une colonne.
5- Sous la ligne de points et les motifs végétaux qui concluent le Chant I, il inscrit les sources bibliographiques de sa glose.
Comme au début de chaque chant, l'initiale (Alpha dans ce cas) est une lettrine végétale enluminée.

Comme en témoignent les nombreux papyrus dont on dispose et qui reproduisent des fragments de texte (comme le Papyrus Oxyrhynchus 20, il existe plusieurs versions du poème iliadique. Celle qui fait aujourd'hui référence s'appelle la « vulgate alexandrine » parce qu'elle est établie et commentée en Égypte aux IIIe et IIe siècles av. J.-C., sans doute à partir d'un corpus grec datant du VIe siècle av. J.-C..
Le plus vieux manuscrit complet que l'on en connaisse est de ce fait l'un des plus célèbres du monde. On l'appelle « Venetus A », ou « Codex Marcianus Graecus Z. 454 (=822) ». « Codex » signifie que l'ouvrage est un manuscrit relié sous forme de livre, et « Marcianus Graecus », qu'il appartient au fonds grec de la bibliothèque Marciana de Venise. La lettre Z indique le nom (Zanetti) de la personne qui l'a enregistré sous le numéro 454 de l'inventaire. La cote supplémentaire, « 822 », a été rajoutée au début du XXe siècle pour indiquer l'emplacement du manuscrit dans la bibliothèque.
Il existe d'autres manuscrits, un peu plus récents, que l'on désigne soit par leur cote, soit par les classements établis par les chercheurs qui les ont étudiés : l'Escorialensis Ω.I.12, du monastère de l'Escurial en Espagne, est par exemple également appelé E4 par Allen et F par Martin L. West.
Le Venetus A (abrégé « VA » ou « VenA ») est une copie byzantine du Xe siècle. Il parvient en Italie, entre les mains du cardinal humaniste grec Bessarion, au milieu du XVe siècle, alors que la menace ottomane se précise sur Constantinople. Bessarion le lègue avec toute sa bibliothèque à la république de Venise. Sur le catalogue du legs qui est transféré à la Sérénissime en 1472, il est désigné par ces quelques mots : Homeri Ilias, in pergameno, pulchra (l’Iliade d'Homère, sur parchemin, magnifique). Le codex est plus ou moins oublié pendant des siècles avant d'être à nouveau repéré et publié à la fin du XVIIIe siècle par Jean-Baptiste-Gaspard d'Ansse de Villoison. Enfin, le manuscrit gagne Paris dans les malles de Bonaparte mais est finalement restitué en 1816.
Le Venetus A compte 654 pages écrites par le même scribe sur des parchemins en peau de chèvre. Comme la plupart des manuscrits byzantins de la vulgate alexandrine, il accompagne le texte de nombreux commentaires linguistiques, critiques ou didactiques qu'on appelle scholies. Les scholies expliquent par exemple l'emploi de termes déjà devenus rares ou obsolètes à l'époque hellénistique. Elles nous renseignent aussi sur l'histoire du texte et de ses différentes versions. Le nombre et la qualité des scholies de VA témoignent d'une érudition et d'une documentation impressionnantes et confèrent à l'ouvrage un caractère exceptionnel.
Le scribe introduit chaque chant par un court résumé en forme d'hexamètre dactylique et indique pour chacun les sources des scholies qu'il a sélectionnées. Il prend également soin de changer de calame et d'adopter une graphie différente pour le texte principal et chaque type de scholies. De forme végétale, la lettrine initiale des chants est enluminée de rouge carmin, d'or et de bleu cobalt. Le texte est écrit en encre brun-foncé à brun-rouille. Quelques indications sont données en rouge. Quelques illustrations sont rajoutées au XIIe siècle.
Le codex a subi plusieurs opérations de reliure et de restauration : la première connue est faite par Bessarion lui-même qui remplace 19 pages manquantes en imitant remarquablement de sa main la graphie originelle. Enfin, il fait l'objet d'une reproduction photographique en 1901.
La comparaison entre le texte de d'Ansse de Villoison, ces photographies et l'état actuel du document est assez préoccupante : l'encre s'efface et certains passages ont déjà disparu. À cet égard, la numérisation en haute résolution des papyrus et des manuscrits, les prises de vues sous ultra-violet rendant à nouveau lisibles les textes effacés par le temps, et leur publication sous licence Creative Commons ouvrent des perspectives diacritiques inédites et constituent l'un des enjeux majeurs des études homériques contemporaines. À titre d'exemple, VA, VB et U4 [Codex Marcianus Graecus Z. 453 (= 821) et Marcianus Graecus Z. 458 (= 841)] sont intégralement disponibles sur le site du Center for Hellenic Studies de l'université Harvard. L'université du Kentucky a procédé à la numérisation de l'Escorialensis Υ.I.1 et de l'Escorialensis Ω.I.12. Les images sont disponibles sur le site des études classiques de l'université de Houston. Mais l'âge et la fragilité des manuscrits rendent ces campagnes d'acquisition de données particulièrement délicates. Elles nécessitent la mise en place de partenariats scientifiques et techniques internationaux.

## Traductions en français

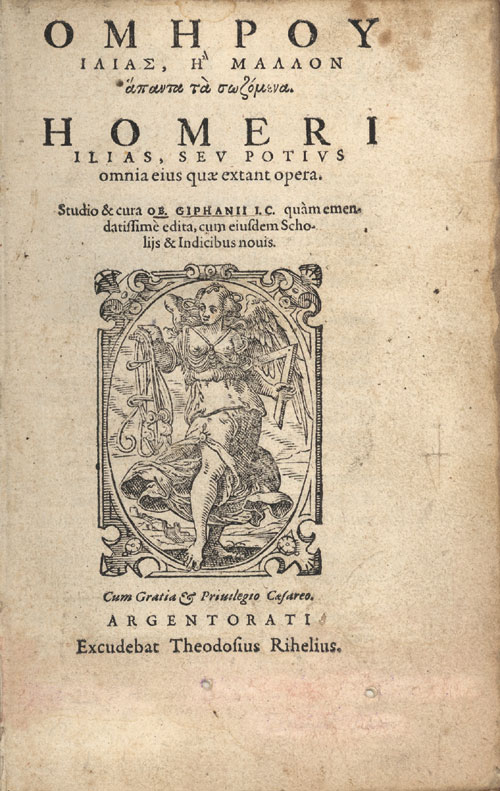
Page de garde de l'édition Rihel datant de 1572

- Hugues Salel (livres 1 à 12), traduction en décasyllabes, 1545-1554, disponible sur wikisource ;
- Amadys Jamyn (livres 13 à 24), 1580
- Anne Dacier, traduction en prose, 1711[49]
- Guillaume Dubois de Rochefort, traduction en alexandrins rimés, avec des remarques. Paris, Saillant, 1766-1770
- Charles-François Lebrun dit Le Prince Le Brun, traduction en prose, 1776.
- Paul Jérémie Bitaubé, traduction en prose, chez Prault, 1780
- Eugène Bareste, traduction en prose, 1830, rééd. 1843
- Leconte de Lisle, traduction en prose, Alphonse Lemerre, 1866, disponible sur wikisource, reprise dans la collection « Presses Pocket »
- Eugène Lasserre, traduction en prose, Éditions Garnier Frères, 1932, reprise dans la collection « Garnier Flammarion », 1965 et 2000 (présentation de Jean Metayer)
- Paul Mazon, texte grec et traduction en prose, Les Belles Lettres, 1938-1939, collection « Classiques en poche », 3 tomes, 1998, traduction reprise par Gallimard, collection « Folio », 1975 (préface de Pierre Vidal-Naquet)
- Mario Meunier, traduction en prose, Union Latine d'Éditions, 1943, rééd. Éditions Albin Michel, 1956, reprise dans la collection « Le Livre de Poche », 1963 et 1972 (préface de Fernand Robert, notes de Luc Duret)
- Robert Flacelière, traduction en prose faite d'alexandrins blancs, Éditions Gallimard, collection « Bibliothèque de la Pléiade » 1955, rééd. 1993,  (ISBN 2-07-010261-0)
- Frédéric Mugler, traduction en quatorzains, Éditions de la Différence, 1989, rééd. Actes Sud, 1995
- Louis Bardollet, traduction en prose, Éditions Robert Laffont, collection « Bouquins », 1995
- Philippe Brunet, traduction en hexamètres, Éditions du Seuil, 2010, traduction reprise en 2012 dans la collection « Points »
- Jean-Louis Backès, traduction en vers libres, Éditions Gallimard, collection « Folio classique », 2013
- Pierre Judet de La Combe, traduction en vers libres, Éditions Albin Michel, Les Belles Lettres, 2019